# RSA (страховая группа)
Страховая группа RSA — британская транснациональная страховая группа, работала в Великобритании, Ирландии, Скандинавии, Канаде, на Ближнем Востоке и в других регионах. В середине 2021 года была поглощена консорциумом из датской компании Tryg и канадской Intact Financial Corporation.

## История
RSA появилась в 1996 году в результате слияния компаний Sun Alliance и Royal Insurance.
Sun Alliance был образован в 1959 году. В его состав вошла компания The Sun, появившаяся в 1710 году, и The Alliance, которая была создана Натаном Майером Ротшильдом и Мозесом Монтефиоре в 1824.
Sun Alliance, в свою очередь, поглотил London Assurance в 1965 году (в результате чего был переименован в Sun Alliance & London) и Phoenix Assurance в 1984.

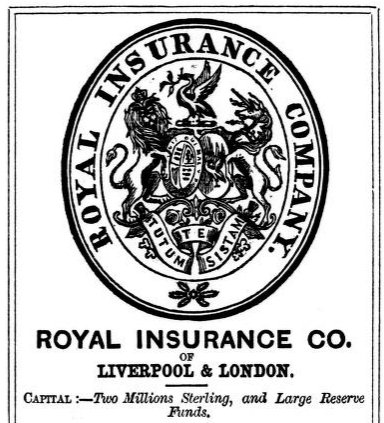
Логотип Royal Insurance, который использовался в Канаде, 1857

Royal Insurance была основана в 1845 году. В 1919 она поглотила Liverpool & London Globe Insurance Company.
Официально компания поменяла своё название с Royal & Sun Alliance Insurance Group plc на RSA Insurance Group 20 мая 2008 года. В марте 2009 года RSA объявила о сокращении 1300 рабочих мест в Великобритании (в процентном соотношении оно составило 15 %).
В феврале 2014 года главным исполнительным директором был назначен Стивен Хестер (Stephen Hester), под его руководством в 2014 и 2015 годах была проведена распродажа операций в наименее прибыльных для компании странах, в результате размер группы сократился почти вдвое. В частности операции в Латинской Америке были проданы колумбийской страховой компании Grupo Sura за £403 млн.
В ноябре 2020 года поступило предложение о поглощении RSA канадской компанией Intact Financial Corporation и датской Tryg и за £7,6 млрд, которое было принято, сделка была закрыта в июне 2021 года. Tryg приобрела операции в Скандинавии, а Intact — в Канаде, Великобритании и других странах.

## Деятельность
RSA — это вторая по размеру страховая компания Великобритании. Её штаб-квартира располагается в Лондоне.
Подразделения были сформированы по географическому принципу:
- Великобритания и другие страны — помимо Великобритании Ирландия, Ближний Восток (Бахрейн, Саудовская Аравия, ОАЭ, Оман) и некоторые страны Европы через филиал в Люксембурге (Бельгия, Франция, Испания и Нидерланды); страховые премии 2,73 млрд фунтов
- Скандинавия — работала под брендами Codan Forsikring в Норвегии и Дании и Trygg-Hansa в Швеции; страховые премии 1,76 млрд фунтов
- Канада — бренды Johnson, RSA, WA, CNS; страховые премии 1,69 млрд фунтов

На 2011 год RSA предоставляла услуги по страхованию более 17 млн клиентов. Компания присутствовпла в 140 странах мира, и вела непосредственную операционную деятельность в 32 из них.
В Канаде, Мексике, Бразилии, Аргентине, Гонконге, Испании, Франции, Ирландии, Великобритании, Бельгии, Голландии компания работает под брендом RSA group.
В других регионах компания представлена следующими дочерними подразделениями:
- Дания — Codan
- Индия — Royal Sundaram Alliance Insurance Company Limited
- Италия и Германия — Royal International Insurance holdings Ltd
- Китай — Sun Alliance Insurance (China) Limited
- Колумбия — Royal and SunAlliance Seguros (Colombia) S.A.
- Латвия — AAS Balta
- Литва — Lietuvos Draudimas
- Норвегия — Codan Forsikring
- ОАЭ — Royal & SunAlliance Dubai
- Оман — Al Ahlia Insurance Co. SAOC
- Польша — Link 4
- Россия — Интач Страхование
- Саудовская Аравия — Al Alamiya for Cooperative Insurance Company
- Сингапур и Бахрейн — Royal & SunAlliance Insurance Plc
- Уругвай — Edificio Royal & Sun Alliance
- Финляндия — Codan Marine Services
- Чили — Royal & SunAlliance Seguros Chile S.A.
- Эстония — RSA Estonia, Codan Forsikring A/S Eesti Filiaal
- Швеция — Trygg-Hansa Forsakring AB

### Офисы
| Азия и Африка - Бахрейн - Китай - Гонконг - Индия - Оман - Саудовская Аравия - Сингапур - ОАЭ | Eвропа - Джерси - Дания - Германия - Ирландия - Норвегия - Италия - Россия - Швеция - Великобритания · (центральный офис) | Северная Америка - Канада - Мексика | Южная Америка - Аргентина - Бразилия - Чили - Колумбия - Уругвай |

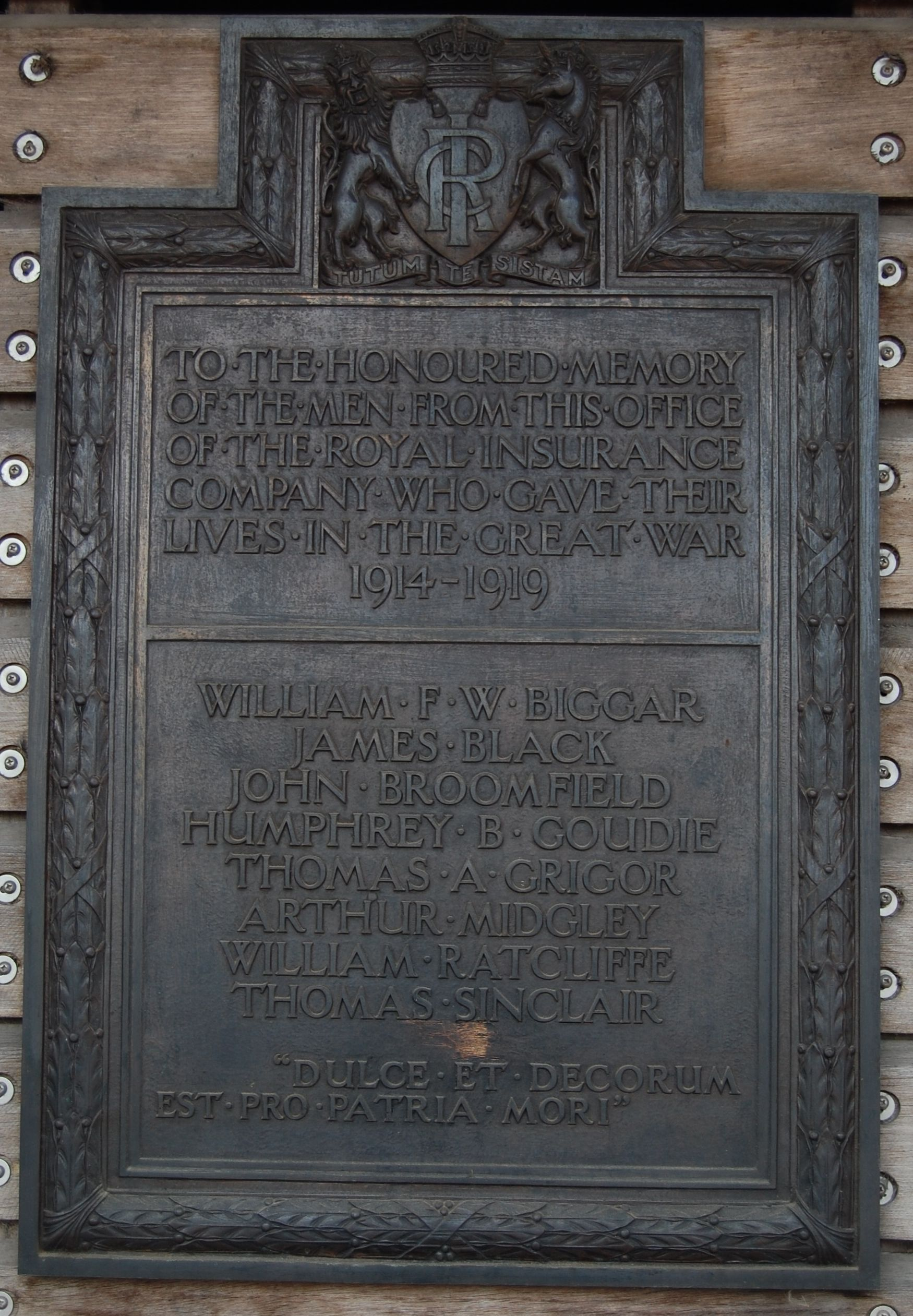
Мемориальная доска Royal Insurance, теперь располагается в National Memorial Arboretum
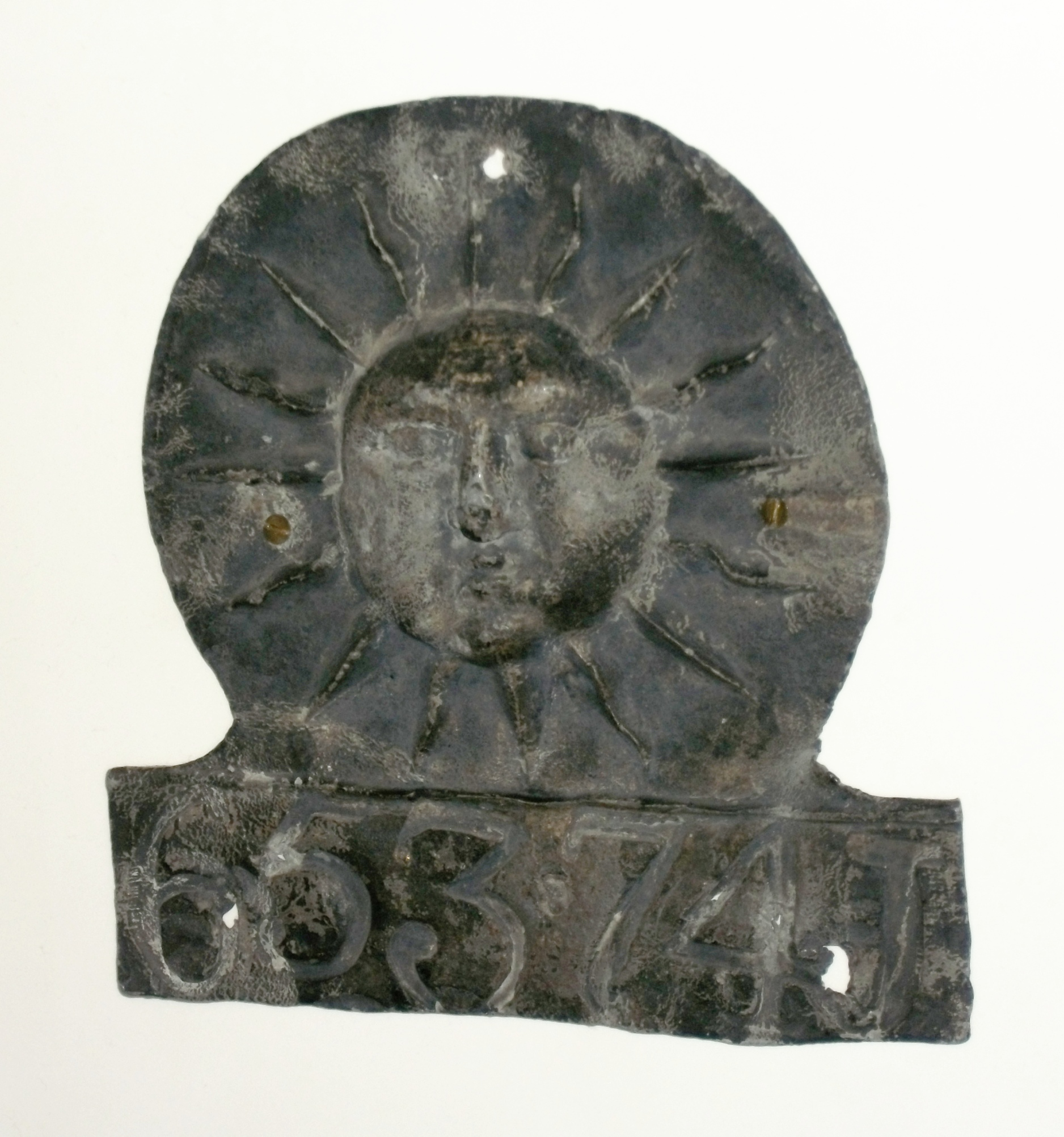
Страховой знак Sun, выставлен в Bedford Museum
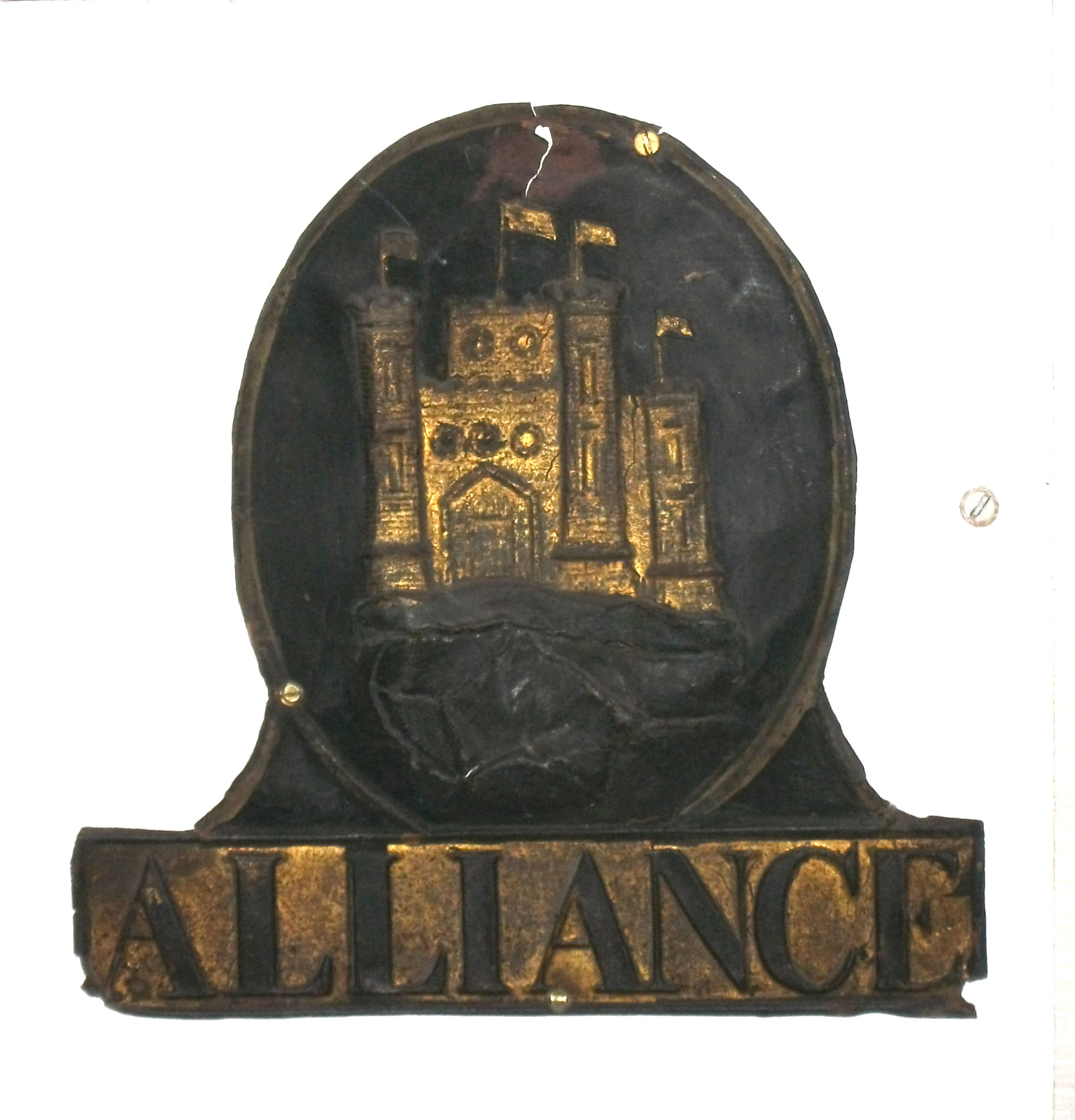
Страховой знак Alliance в Bedford Museum